# Bohetherick
 (février 2024).
Bohetherick est un village des Cornouailles, en Angleterre. Le village fait partie de la paroisse civile de St Dominic.